# Премія імені Керол Бернетт
Премія імені Керол Бернетт (англ. The Carol Burnett Award) — почесна нагорода премії «Золотий глобус» за визначний внесок у царині телебачення. Вручається Голлівудською асоціацією іноземної преси щорічно з 2019 року. Нагорода отримала свою назву на честь першої лауреатки. Премію презентували 6 січня на 76-тій церемонії вручення нагород, її володаркою стала Керол Бернетт, яка присвятила свою багаторічну діяльність телебаченню, знявшись у багатьох телефільмах та інших телепроєктах. Один з яких «Шоу Керол Бернетт» здобув визнання, як один з найпрогресивніших та новаторських у жанрі комедійних скетч-шоу, де першою ведучою була жінка.  
Рада директорів Голлівудської асоціації іноземної преси зазначила, що лауреатів вибирають за їхні сумарні багаторічні заслуги та досягнення, як у роботі в середині телеіндустрії, так і в роботі з авдиторією.  
Премію імені Керол Бернетт можна розглядати як аналог премії імені Сесіля Б. Де Мілля у галузі телебачення.

## Перелік лауреатів
| Рік  | Премія | Світлина        | Ім’я             | Опис | Ref.  |
| ---- | ------ | --------------- | ---------------- | --- | ----- |
| 2019 | 76-та  |                 | Керол Бернетт    | Ікона американського телебачення. За свою понад 70-річну діяльність у галузі телебачення працювала як актриса, комедіантка, телеведуча, співачка та сценаристка. Особливу відомість здобула завдяки «Шоу Керол Бернетт». Володарка більш ніж 5 премії та 15 номінацій «Золотий глобус» за работу на телебаченні, також має інші чисельні нагороди. |       |
| 2020 | 77-ма  |                 | Еллен Дедженерес | Американська актриса, комедіантка і телеведуча, володарка більш ніж 30 премій «Еммі» за «Шоу Еллен Дедженерес». Працює на телебаченні вже більше 25 років, де здобула прихильність глядачів за свій розум та особливий шарм. | [ 1 ] |
| 2021 | 78-ма  |                 | Норман Лір       | Одним із найпродуктивніших творців свого покоління. Його кар'єра охопила Золотий Вік та епоху стрімінгових сервісів. | [ 2 ] |
| 2022 | 79-та  | Не присуджували | Не присуджували  | Не присуджували | [ 3 ] |
| 2023 | 80-та  |                 | Раян Мерфі       | Сценарист, режисер і продюсер, лауреат премії «Золотий глобус» та шестиразовий номінант нагороди. | [ 4 ] |
| 2024 | 81-ша  | Не присуджували | Не присуджували  | Не присуджували | [ 5 ] |
| 2025 | 82-га  |                 | Тед Денсон       | «Тед Денсон десятиліттями розважав глядачів своїми культовими роботами, які назавжди увійшли в історію телебачення», — сказала Хелен Хоне, президент «Золотого глобуса», у своїй заяві. «Його славетна кар'єра є свідченням його непересічного таланту та багатогранності як актора і має багато спільного з легендарним тезкою нагороди».         | [ 6 ] |